# Axtla de Terrazas
Axtla de Terrazas là một đô thị thuộc bang San Luis Potosí, México. Năm 2005, dân số của đô thị này là 32721 người.